# San Gimignano novello
Il San Gimignano novello è un vino DOC la cui produzione è consentita nella provincia di Siena.

## Caratteristiche organolettiche
- colore: rosso rubino chiaro con riflessi violacei
- odore: vinoso, fruttato, intenso
- sapore: morbido, vellutato, sapido

## Produzione
Provincia, stagione, volume in ettolitri
- nessun dato disponibile